# Zdelov
Zdelov é uma comuna checa localizada na região de Hradec Králové, distrito de Rychnov nad Kněžnou.